# 이채은 (1981년)
이채은(1981년 11월 14일 ~ )은 대한민국의 배우이다. 독립영화계의 숨은 보석으로 꼽혔다.

## 학력
- 한양대학교 연극영화과
- 한양대학교 대학원 연극학 석사

## 연기 활동

### 장편 영화
| 연도   | 감독                                                   | 작품명                 | 배역                      |
| ------ | ------------------------------------------------------ | ---------------------- | ------------------------- |
| 2005년 | 강우석                                                 | 공공의 적 2            | 강석신 처제 역            |
| 2008년 | 윤종찬                                                 | 나는 행복합니다        | 간호사 역                 |
| 2009년 | 김한민                                                 | 핸드폰                 | 혜원 역                   |
| 2010년 | 강효진                                                 | 육혈포 강도단          | 과거 영희 역              |
| 2010년 | 김광식                                                 | 내 깡패 같은 애인      | 간호사 역                 |
| 2010년 | 조은경, 홍동명, 여명준, 김조광수                       | 귀                     | 혜령 역                   |
| 2010년 | 윤성호                                                 | 할 수 있는 자가 구하라 | 재은 역                   |
| 2010년 | 류승완                                                 | 부당거래               | 여자사법연수원생 역       |
| 2010년 | 홍상수                                                 | 옥희의 영화            | 관객 역                   |
| 2011년 | 추창민                                                 | 그대를 사랑합니다      | 젊은 송씨 역              |
| 2011년 | 노홍진                                                 | 굿바이 보이            | 은영 역                   |
| 2012년 | 이광국                                                 | 로맨스 조              | 초희 역                   |
| 2012년 | 임상윤                                                 | 회사원                 | 박주임 역                 |
| 2014년 | 최시형, 이우정, 정재훈, 김태용, 이정홍, 정혁기, 조현철 | 서울연애               | 민하 역                   |
| 2014년 | 김광식                                                 | 찌라시: 위험한 소문    | 미스김 역                 |
| 2015년 | 이광국                                                 | 꿈보다 해몽            | 연신 친구 전화목소리 1 역 |
| 2015년 | 홍원찬                                                 | 오피스                 | 염하영 역                 |
| 2018년 | 이성재                                                 | 비밥바룰라             | 은지 역                   |
| 2018년 | 김충녕                                                 | 다시..올래             | 유정 역                   |
| 2019년 | 이한                                                   | 증인                   | 정연 역                   |
| 2019년 | 박호찬, 박수진                                         | 어쩌다, 결혼           | 오혜진 역                 |
| 2019년 | 김한결                                                 | 가장 보통의 연애       | 경은 역                   |
| 2020년 | 최윤태                                                 | 야구소녀               | 김 선생 역                |

### 단편 영화
| 감독     | 작품명                 | 배역           | 비고                             |
| -------- | ---------------------- | -------------- | -------------------------------- |
| 유지원   | 빨간나비               | 난영 역        |                                  |
| 홍동명   | 비노, 달리자           | 남희 역        |                                  |
| 홍동명   | 가랑비                 | 남희 역        |                                  |
| 이우정   | 송한나                 | 송한나 역      |                                  |
| 이우정   | 옷 젖는건 괜찮아       | 유 역          |                                  |
| 최숭기   | 뜨거운 커피            | 여자 역        |                                  |
| 김동현   | 체온                   | 정아 역        |                                  |
| 이진우   | 모퉁이의 남자          | 신수진 역      |                                  |
| 임오정   | 거짓말                 | 최연희 역      |                                  |
| 이현지   | 시대의 기분            | 원경 역        |                                  |
| 강연하   | 수진들에게             | 수진 역        |                                  |
| 양해훈   | 인조크                 | 비서 역        | 한국독립영화협회 10주년 기념영상 |
| 윤성호   | 두근두근 인디풀        | 채은 역        | 인디스토리 10주년 기념영상       |
| 김대웅   | 월세와 보증금          | 민희 역        |                                  |
| 김조광수 | 친구사이?              | 채은 역        |                                  |
| 김세진   | 나이트 워커            | 여자 역        |                                  |
| 전예란   | 밀짚모자               | 민지 역        |                                  |
| 정병진   | 결정적 순간            | 연수 역        |                                  |
| 최주연   | 도토리 키재기          | 독서실 여자 역 |                                  |
| 김지현   | 경주여행               | 소라 역        |                                  |
| 김일형   | 공간                   | 인경 역        |                                  |
| 최민지   | 텅 빈 버스             | 민아 역        |                                  |
| 김원진   | 노인, 간병인, 그리고 K | 간병인 역      |                                  |
| 최하림   | 엄마,엄마              | 희정 역        |                                  |
| 김명심   | 제대로 걷기            | 여자 역        |                                  |
| 이민아   | 그들은 대화중          | 여자 역        |                                  |
| 배가선   | 그녀와의 하룻밤        | 혜진 역        |                                  |
| 손원평   | 좋은 이웃              | 진영 역        |                                  |
| 최지선   | 영숙씨의 비밀          | 영숙 역        |                                  |
| 김영숙   | 랑데뷰                 | 혜은 역        |                                  |
| 임동휘   | 배우와 작가            | 은서 역        |                                  |
| 김하영   | 바늘                   | 혜선 역        |                                  |

### 드라마
| 매체         | 방송 채널       | 작품명                                  | 배역                               |
| ------------ | --------------- | --------------------------------------- | ---------------------------------- |
| 지상파       | SBS             | 달콤한 나의 도시                        | 뷰티숍 직원 역                     |
| 지상파       | SBS             | 떼루아                                  | 명성황후 역                        |
| 지상파       | SBS             | 낭만닥터 김사부                         | 지민정 역                          |
| 지상파       | SBS             | 아무도 모른다                           | 홍은주 역                          |
| 지상파       | MBC             | 황금물고기                              | 황정연 역                          |
| 지상파       | MBC             | 애정만만세                              | 유치원 교사 역                     |
| 지상파       | MBC             | 마마                                    | 미스 정 역                         |
| 지상파       | MBC             | 화려한 유혹                             | 정혜정 역                          |
| 지상파       | MBC             | 한 번 더 해피엔딩                       | 정아니 역                          |
| 지상파       | MBC             | 검법남녀 2                              | 차은영 역                          |
| 지상파       | KBS2            | KBS 드라마 스페셜 - 태권, 도를 아십니까 | 현진 역                            |
| 지상파       | KBS2            | 프로듀사                                | 손지연 역                          |
| 지상파       | KBS2            | KBS 드라마 스페셜 - 빨간선생님          | 박주영 역                          |
| 지상파       | KBS2            | 쌈 마이웨이                             |                                    |
| 지상파       | KBS2            | KBS 드라마 스페셜 - 미스김의 미스터리   | 유은혜 역                          |
| 지상파       | KBS2            | 오! 삼광빌라!                           | 김정원 역                          |
| 유료 방송    | MBC 에브리원    | 할 수 있는 자가 구하라                  | 채은 역                            |
| 유료 방송    | tvN             | 드라마 스테이지 - 낫 플레이드           | 이영실 역                          |
| 웹드라마     | 네이버 TV캐스트 | 오구실                                  | 오구실 역                          |
| 웹드라마     | 네이버 TV캐스트 | 게임회사 여직원들                       | 강위나 역                          |
| 종합편성채널 | 채널A           | 터치                                    | 김효진 역                          |
| 종합편성채널 | JTBC            | 18 어게인                               | '위기의 부부' 아내 2 역 (특별출연) |
| OTT 채널     | 티빙            | 잔혹한 인턴                             | 이문정 역                          |

### 뮤직비디오
| 가수    | 곡명             | 배역             | 비고     |
| ------- | ---------------- | ---------------- | -------- |
| 토이    | Bon Voyage       | 여자 주인공 역   |          |
| 토이    | 해피엔드         | 세자매중 둘째 역 | 우정출연 |
| 김인영  | 쉽다             | 청소녀 역        |          |
| 이석훈  | 친구 아닌 남자로 | 여자 주인공 역   |          |
| 로이 킴 | Home             | 여자 주인공 역   |          |

## 수상
| 연도   | 대회명                         | 부문                    | 작품명        | 배역      |
| ------ | ------------------------------ | ----------------------- | ------------- | --------- |
| 2008년 | 제6회 서울기독교영화제         | 연기상                  | 시대의 기분   | 원경 역   |
| 2009년 | 제8회 미쟝센단편영화제         | 연기부문 심사위원특별상 | 거짓말        | 최연희 역 |
| 2009년 | 제35회 서울독립영화제          | 독립스타상 배우부문     | 거짓말        | 최연희 역 |
| 2009년 | 제35회 서울독립영화제          | 독립스타상 배우부문     | 수진들에게    | 수진 역   |
| 2011년 | 제5회 공주신상옥청년국제영화제 | 최우수여자연기상        | 그들은 대화중 | 여자 역   |
| 2017년 | 제3회 서울웹페스트영화제       | 여우주연상              | 오구실        | 오구실 역 |